# NGC 7693
NGC 7693 (również PGC 71720) – galaktyka spiralna (S0-a), znajdująca się w gwiazdozbiorze Ryb. Odkrył ją Asaph Hall 1 grudnia 1882 roku.